# Épreville-près-le-Neubourg
Épreville-près-le-Neubourg ist eine französische Gemeinde mit 444 Einwohnern (Stand: 1. Januar 2022) im Département Eure in der Region Normandie (vor 2016 Haute-Normandie). Die Gemeinde gehört zum Arrondissement Bernay (bis 2017: Arrondissement Évreux) und zum Kanton Le Neubourg.
Die Einwohner werden Éprevillais genannt.

## Geografie
Épreville-près-le-Neubourg liegt in Nordfrankreich etwa 35 Kilometer ostnordöstlich von Bernay.

### Nachbargemeinden
Umgeben ist Épreville-près-le-Neubourg von den Nachbargemeinden Villez-sur-le-Neubourg im Norden, Le Neubourg im Osten und Nordosten, Le Tremblay-Omonville im Osten, Combon im Süden sowie Écardenville-la-Campagne im Westen.

## Bevölkerungsentwicklung
| Jahr                      | 1793 | 1851 | 1886 | 1921 | 1962 | 1968 | 1975 | 1982 | 1990 | 1999 | 2006 | 2013 |
| ------------------------- | ---- | ---- | ---- | ---- | ---- | ---- | ---- | ---- | ---- | ---- | ---- | ---- |
| Einwohner                 | 657  | 635  | 549  | 271  | 306  | 279  | 335  | 332  | 349  | 361  | 423  | 500  |
| Quelle: Cassini und INSEE |      |      |      |      |      |      |      |      |      |      |      |      |

## Sehenswürdigkeiten

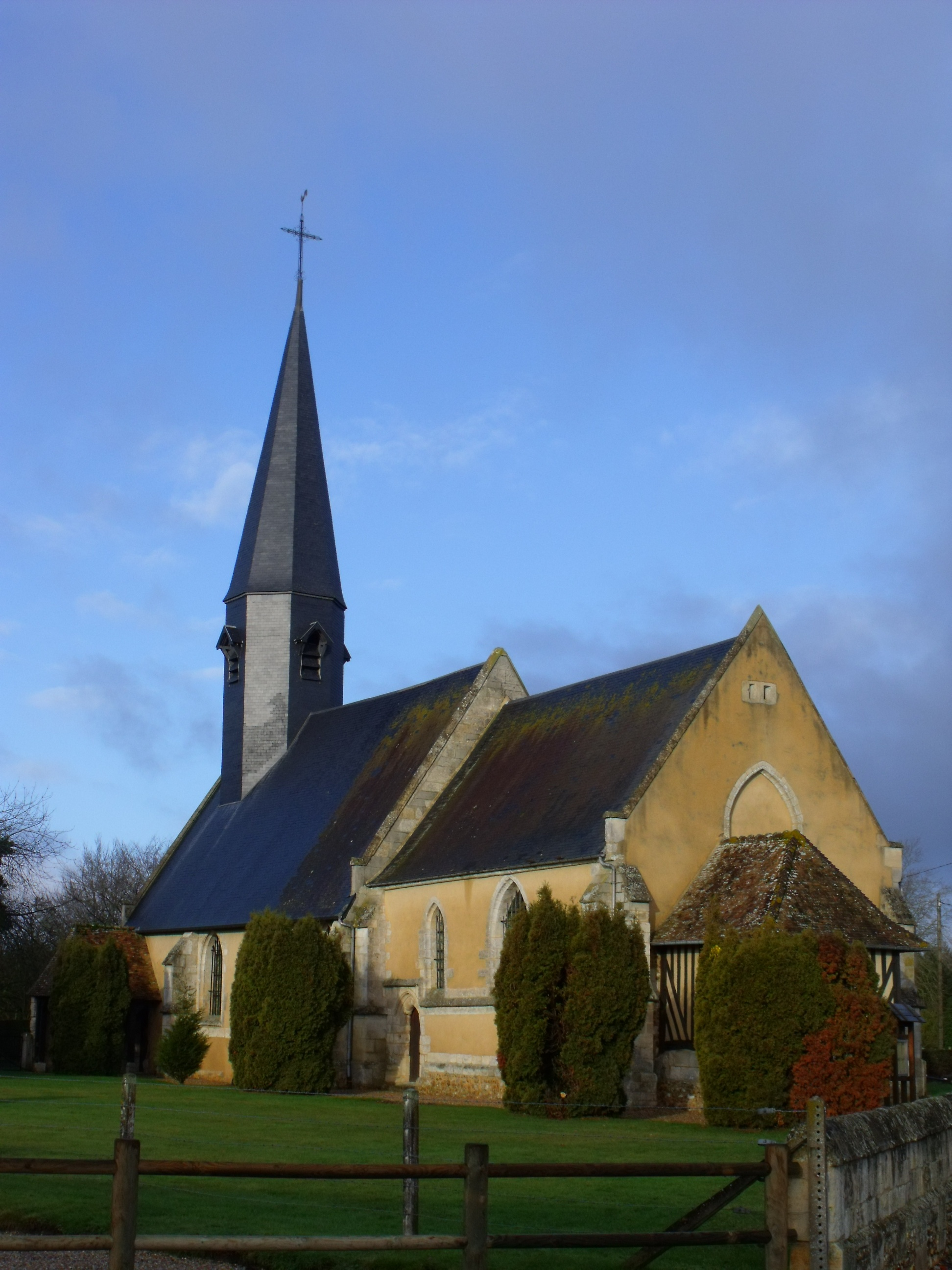
Kirche Saint-Pierre

- Kirche Saint-Pierre